# Alquife
Alquife es una localidad y municipio español situado en la parte meridional de la comarca de Guadix, en la provincia de Granada, comunidad autónoma de Andalucía. Limita con los municipios de La Calahorra, Aldeire, Lanteira, el Valle del Zalabí y Jérez del Marquesado —estos dos últimos por el exclave de El Berral—. Otras localidades cercanas son Albuñán, Cogollos de Guadix y Ferreira. Por su término discurre el río Verde.
El municipio alquifeño es una de las diez entidades que componen la mancomunidad del Marquesado del Zenete, y comprende los núcleos de población de Alquife —capital municipal—, Virgen de Begoña (o Begoña), San Hermenegildo, San Antonio y Minas del Marquesado.
Históricamente, el municipio ha estado muy ligado a la actividad minera debido a la existencia de unos importantes yacimientos de hierro en la zona. Fue a partir del último tercio del siglo XIX cuando la comarca experimentó una gran transformación, en parte con la llegada del capital extranjero y de una masa de trabajadores inmigrantes. Se levantaron instalaciones industriales, una red de vías férreas y un poblado minero de nueva creación. El cierre de la minas en la década de 1990 sumió a Alquife en un fuerte depresión económica y demográfica, por lo que el municipio ha perdido a una parte importante de su población.

## Toponimia
Su topónimo actual deriva del árabe "al-Kahf", que significa «la gruta». El único gentilicio que se emplea es el de alquifeño/a.
| Ciphus > al-Kahf > Alquife |

## Símbolos
El municipio de Alquife cuenta con un escudo propio, aunque no está oficializado conforme a la normativa autonómica. La Ley 6/2003, de 9 de octubre, de Símbolos, tratamientos y registro de las Entidades Locales de Andalucía regula la adopción, modificación, rehabilitación, uso y protección de los escudos heráldicos y banderas de todas las entidades locales de la comunidad, y establece la obligatoriedad de inscribirlos en el registro que tiene la Consejería de Justicia, Administración Local y Función Pública a efectos de darles presunción de legalidad y validez.
Al no haber sido nunca inscrito el escudo de Alquife en ese sitio, denominado Registro Andaluz de Entidades Locales (RAEELL), carece de oficialidad, aunque esta circunstancia alegal no evita su uso generalizado por parte del consistorio, asociaciones del municipio y otras administraciones públicas.

### Escudo
El blasón que viene usando el municipio tiene la siguiente descripción:

Cuartelado. Primero, un hombre empujando una vagoneta minera cargada de mineral, sobre un fondo de montes, todos en sus colores. Segundo y tercero, de sinople (verde), dos palos de plata (blanco). Tercero, una muralla flanqueada de dos torres, sobre una terraza cargada con una mancha, todo en su color natural. Contorno hispano-francés y timbre de corona de marqués.

## Historia
La historia de la población de Alquife tiene su origen en la explotación de la riqueza mineral desde la edad de Bronce, con continuidad en época romana y cuyo comercio tenía lugar en la colonia romana de Acci. Durante la Edad Media la explotación minera se concentraba en torno al castillo, levantado en torno al siglo XI. Tras la Guerra de Granada los Reyes Católicos conceden a Pedro González de Mendoza en 1490 el señorío de varias alquerías así como el monopolio de la explotación de las minas de hierro de Alquife y Jérez a su hijo, I marqués de Cenete, que se integrarían en el linaje del duque del Infantado hasta el siglo XIX. De finales del siglo XVIII data la culminación de la iglesia de Nuestra Señora de la Anunciación.
A finales del siglo XIX los sectores de mayor dinamismo en España fueron la minería y el ferrocarril, en manos de compañías de capital extranjero. En el caso de Alquife, en 1895 la compañía escocesa Bairds Mining Company Limited se hace con las concesiones mineras de la zona, que ya desde la década de 1870 se encontraban nuevamente en explotación. El mineral de hierro que se extraía en Alquife era transportado por ferrocarril a través de la línea Linares-Almería, llegándose a construir dos ramales que enlazaban las minas con la vía general. En esos años el municipio conoce un importante crecimiento demográfico por la llegada de trabajadores. En 1929 la Bairds Mining cede sus explotaciones a la Compañía Andaluza de Minas (CAM). A partir de la década de 1940 la producción de la mina se encontró en su cénit, convirtiéndose ésta en la mayor fuente de riqueza de la población y de la comarca. Entre las décadas de 1950 y 1970 se produjo la construcción del poblado minero Los Pozos.
A partir de 1970 comenzó la decadencia de la actividad minera y el éxodo a poblaciones industriales, turísticas o a capitales de provincia. De 1996 a 2021 la explotación minera permaneció cerrada, con el recuerdo visible del pasado esplendor minero de la población y la comarca, siendo el poblado un recurso turístico para el turismo fotográfico e industrial. En 2021 se produce la reapertura gracias al precio del acero del mercado internacional y mejoras técnicas que permiten obtener rentabilidad en la explotación.

## Geografía

### Situación
Integrado en la comarca de Guadix, se encuentra situado a 81 kilómetros de la capital provincial, a 95 de Almería, a 137 de Jaén y a 252 de Murcia. El término municipal está atravesado por la carretera GR-5104, que conecta la ciudad de Guadix con La Calahorra.
| Noroeste: Valle del Zalabí y Lanteira  | Norte: Lanteira | Nordeste: La Calahorra |
| Oeste: Jérez del Marquesado y Lanteira |                 | Este: Aldeire          |
| Suroeste: Lanteira                     | Sur: Lanteira   | Sureste: Aldeire       |

En las minas se encuentra un lago interior formado por el fluir de las aguas subterráneas, que en la actualidad es un embalse con una profundidad de unos ciento treinta metros de agua. El enorme cráter forma parte natural del paisaje.

## Demografía
Cuenta con una población de 557 habitantes (INE 2024), que se distribuyen de la siguiente manera:
| Unidad poblacional   | Hab. |
| -------------------- | ---- |
| Alquife              | 411  |
| Minas del Marquesado | 4    |
| San Antonio          | 42   |
| San Hermenegildo     | 46   |
| Virgen de Begoña     | 78   |
| TOTAL                | 581  |

### Evolución de la población
| Gráfica de evolución demográfica de Alquife entre 1842 y 2021                                                       |
| |
| Población de derecho según los censos de población del INE Población de hecho según los censos de población del INE |

## Economía

### Las minas de Alquife

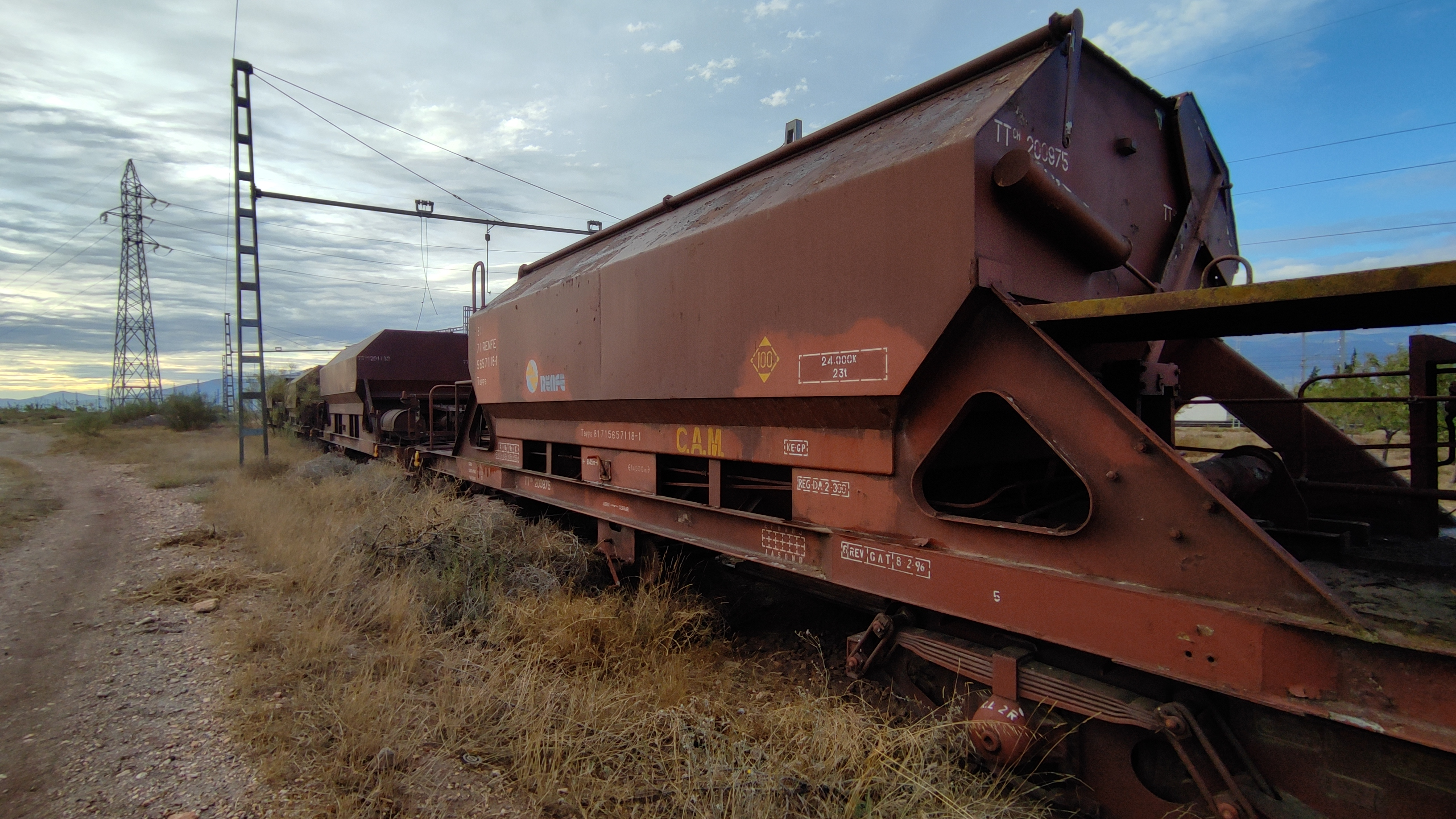
Tolvas de mineral utilizados en las minas de Alquife, apartados en la estación de Huéneja-Dólar

La existencia de las minas de hierro de Alquife — la explotación a cielo abierto más grande de Europa— es también el principal reclamo turístico del municipio. La localidad es conocida por sus dos minas –la última estuvo en funcionamiento hasta 1996– y su historia ha estado ligada a la extracción de minerales en sus alrededores desde los tiempos del Imperio romano. El monumento al minero –situado en la entrada del municipio– da buena cuenta de ello. Al lado de las minas se construyó el poblado minero, ya abandonado, que contaba incluso con una iglesia. Uno de los rasgos más impactantes son las grandes escombreras de las minas de hierro y el enorme depósito al que llegaban los conductos de agua encargados de abastecer el barrio minero.
En el abril de 2020 se autorizó su reapertura. En esta nueva etapa el material extraído se exporta por el puerto de Málaga.

### Evolución de la deuda viva municipal
| Gráfica de evolución de la deuda viva del Ayuntamiento de Alquife entre 2008 y 2019                                |
| |
| Deuda viva del Ayuntamiento de Alquife en miles de euros según datos del Ministerio de Hacienda y Función Pública. |

## Administración y política
Los resultados en Alquife de las últimas elecciones municipales, celebradas en mayo de 2023, son:
| Elecciones Municipales - Alquife (2023) | Elecciones Municipales - Alquife (2023)  | Elecciones Municipales - Alquife (2023) | Elecciones Municipales - Alquife (2023) | Elecciones Municipales - Alquife (2023) |
| Partido político                        | Partido político                         | Votos                                   | Votos                                   | Concejales                              |
| --------------------------------------- | ---------------------------------------- | --------------------------------------- | --------------------------------------- | --------------------------------------- |
|                                         | Partido Socialista Obrero Español (PSOE) | 227                                     | 51,94 %                                 | 4                                       |
|                                         | Partido Popular (PP)                     | 205                                     | 46,91 %                                 | 3                                       |

### Alcaldes
| Legislatura | Nombre                                                                    | Grupo     |
| ----------- | ------------------------------------------------------------------------- | --------- |
| 1979-1983   | Juan Pleguezuelos Rodríguez                                               | UCD       |
| 1983-1987   | José María Soto Torres (1983-1986) Juan Jesús Valenzuela Ruiz (1986-1987) | AP/PDP/UL |
| 1987-1991   | Juan Jesús Valenzuela Ruiz                                                | IND.      |
| 1991-1995   | Juan Jesús Valenzuela Ruiz (1991) Serafín Cobo Martínez (1991-1995)       | IND.      |
| 1995-1999   | Carmelo López Rodríguez                                                   | PSOE      |
| 1999-2003   | Benito Ruiz Gámez                                                         | PP        |
| 2003-2007   | Benito Ruiz Gámez                                                         | PP        |
| 2007-2011   | Benito Ruiz Gámez                                                         | PP        |
| 2011-2015   | Benito Ruiz Gámez                                                         | PP        |
| 2015-2019   | Benito Ruiz Gámez                                                         | PP        |
| 2019-2023   | Benito Ruiz Gámez                                                         | PP        |
| 2023-act.   | Torcuato Martínez Cuerva                                                  | PSOE      |

## Comunicaciones

### Carreteras
La principal vía de comunicación que transcurre por el municipio es:
| Identificador | Denominación             | Itinerario            |
| ------------- | ------------------------ | --------------------- |
| GR-5104       | De Guadix a La Calahorra | Guadix - La Calahorra |

Algunas distancias entre Alquife y otras ciudades:
| Ciudades | Distancia (km) |
| -------- | -------------- |
| Guadix   | 22             |
| Granada  | 81             |
| Almería  | 95             |
| Jaén     | 137            |
| Murcia   | 252            |

## Servicios públicos

### Sanidad
El municipio cuenta con un centro de salud de atención primaria y urgencias situado en la carretera los Pozos, n.º 2, dependiente del Área de Gestión Sanitaria Nordeste de Granada. El área hospitalaria de referencia es el Hospital de Alta Resolución de Guadix.

### Educación
Los centros educativos que hay en el municipio son:
| Denominación genérica             | Nombre del centro         | Naturaleza | Dirección                                        |
| --------------------------------- | ------------------------- | ---------- | ------------------------------------------------ |
| Instituto de educación secundaria | IES Marquesado del Zenete | Público    | Avenida Hubert Meersmans, 35 (San Hermenegildo)  |
| Colegio público rural             | CPR Marquesado            | Público    | Avenida Hubert Meersmans, s/n (San Hermenegildo) |

## Cultura

### Patrimonio

#### Castillo de Alquife

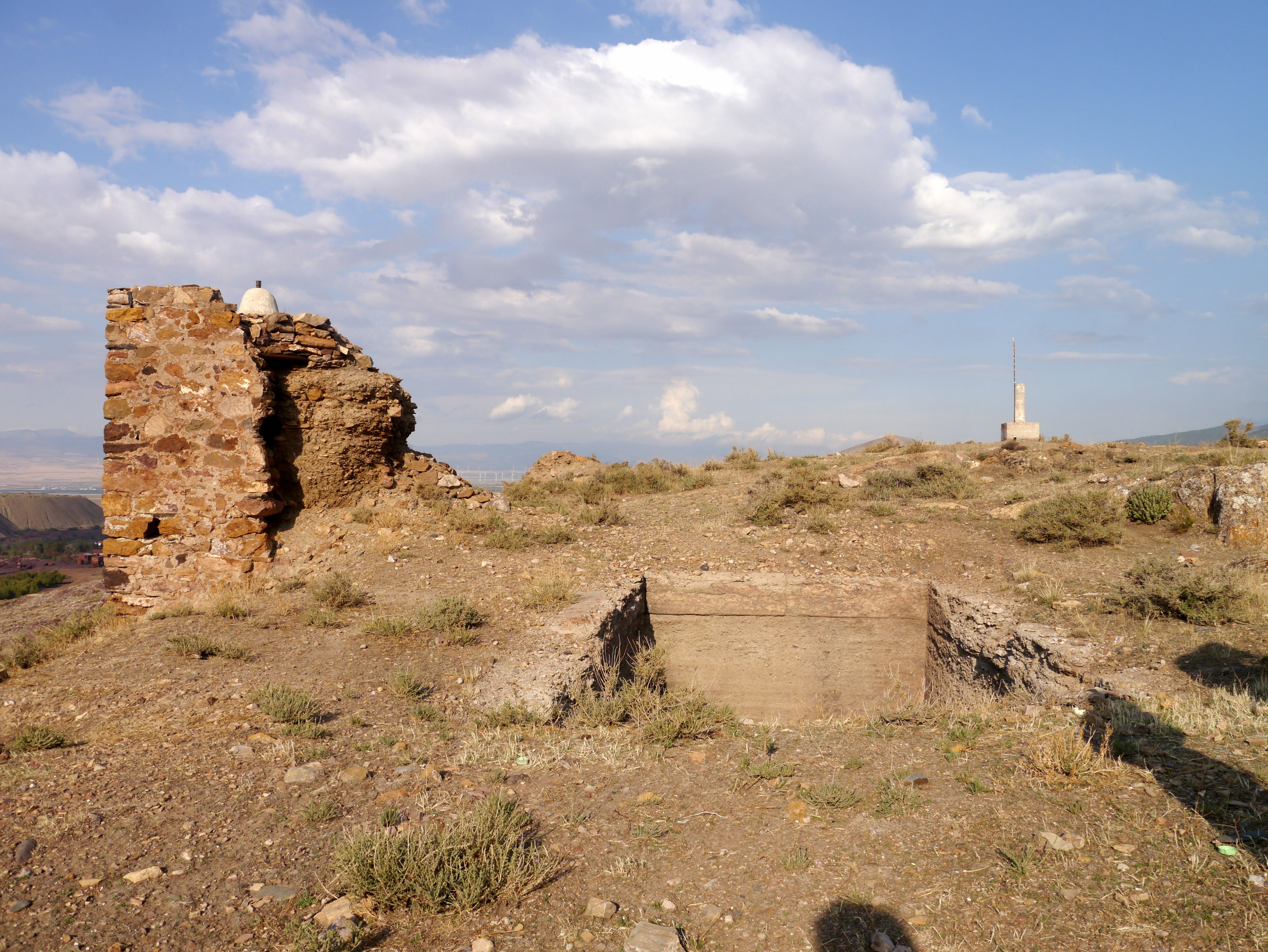
Restos del castillo de Alquife

Fortaleza militar musulmana construida entre los siglos XI (época zirí) y XV (época nazarí), ubicada sobre el cerro del municipio. Fue el castillo más grande en extensión de todo el Zenete. Posee planta pentagonal, obteniendo siete torres en todo su perímetro arquitectónico. Quedan restos de murallas e incluso restos de muros en el centro que podrían ser los cimientos de una posible torre del homenaje. Posee un pequeño aljibe, de 5,85 m de largo, 3,20 m de ancho y 2,52 m de profundidad, el cual estaba cubierto por una bóveda. Tras la entrega de esta fortaleza a los Reyes Católicos en 1489, pasó a manos del Marqués del Zenete. 
Actualmente se encuentra en un estado de ruina progresiva.

#### Iglesia de Nuestra Señora de la Anunciación
Finalizada la Reconquista por los Reyes Católicos, se comienza a organizar la vida en el Reino de Granada tomado a los musulmanes. En documento de erección conservado consta que por Decreto del 26 de mayo de 1505 se erigen todas las parroquias de Guadix y las del Zenete, citando la de Alquife cuya titular sería Nuestra Señora de la Anunciación o Santa María de la Anunciación.

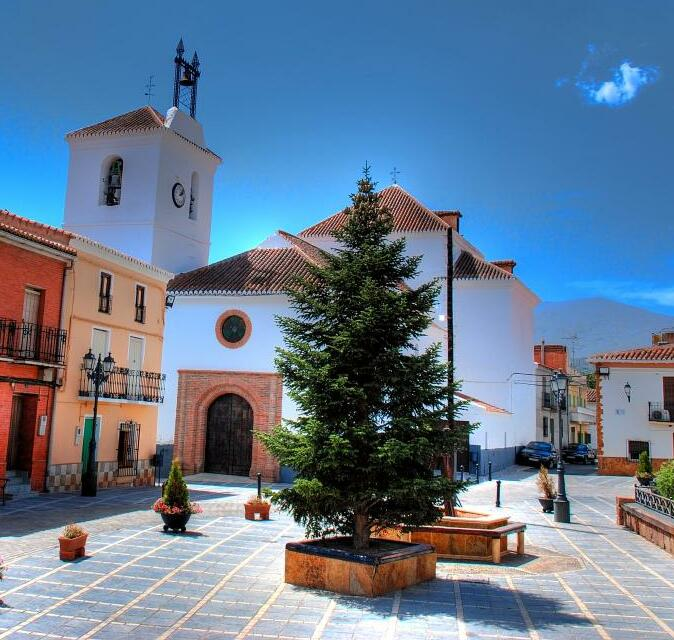
Iglesia de Nuestra Señora de la Anunciación, en Alquife

El archivo parroquial comienza en 1576, con la partida de matrimonio de Juan Galindo y Ana Ruiz celebrado el 6 de mayo de 1576.
Partidas de bautismo hubo ocho en 1576, siendo el primer párroco de Alquife Don Luis Fernández. Alquife tenía su iglesia de una sola nave. De dicha nave de 132,50 m² no se tiene noticia exacta de su construcción ya que no consta en los archivos. Quizá se tratase de una iglesia-mezquita, como se hacía en otros lugares para el culto de las religiones que convivían en la zona —cristiana y musulmana—, y su construcción sería muy antigua, pero siempre dentro de la época del estilo mudéjar al que pertenece; porque, como se sabe que en el siglo XII los cristianos del Zenete eran perseguidos por los de religión musulmana, deberían tener su iglesia. La primera visita pastoral que se realiza a la parroquia fue hecha el 26 de octubre de 1583 por el obispo Juan Alonso de Moscoso, y en ella no se habla del estado del templo.
En la visita pastoral del 15 de octubre de 1588, se le ordena al párroco Don Luis Díez de Palencia: "el inmediato retejo de la Iglesia por su mal estado", "hágalo sin dilación". Este dato podría ser una pista, ya que si en 1588 estaba mal, quizá se construiría en los años de erección canónica de la misma (1505) o a mediados del siglo XVI, suponiendo que no existiera antes como se indica anteriormente.
Las paredes de la única nave que tenía la iglesia, sin crucero, son de mampostería blanqueadas; techo cubierto con artesanado y tirantes mudéjares de estilo sencillo.
La primitiva puerta estuvo en el centro de la nave, mirando al norte, es decir, mirando hacia el cerro, aún se conserva el arco y el hueco de la misma. La puerta era estrecha y chata, por lo que difícilmente que saldrían procesiones por ella. La torre la tenía al fondo de la nave, baja y sin estilo particular, quizá mudéjar pobre, terminando con espadaña de hierro forjado y campana. Los ventanales de la nave eran de estilo arpillero, por lo que entraba poca luz.
Ante el crecimiento del pueblo, en 1780 se decidió la ampliación de la iglesia, siendo párroco Don Antonio Fernández Matheos, empezando las obras el 18 de abril de 1780 y finalizando el 12 de abril de 1781, víspera de San Hermenegildo.
Las obras consistieron en ampliar hacia el oeste la nave mudéjar existente para construir la capilla mayor o crucero, quedando así la iglesia en forma de cruz. Este crucero tiene 128 m², es de estilo neoclásico y soporta una cúpula con pechinas decoradas con tondos y angelillos. Los brazos menores de la cruz tienen bóveda de cuarto de cañón. El retablo del altar mayor es neoclásico, sin ningún valor especial debido a los materiales que se utilizaron, con cuatro columnas soportando un frontis triangular.
En esta reforma se abrió la puerta al fondo de la iglesia mirando a la plaza, al este. Sobre la puerta de entrada hay coro y cancel, siendo la puerta de dos hojas y dos puertas pequeñas en las mismas con cabezas de clavos y alguazas. El arco de entrada es de medio punto y tranco de piedra de cantera.
Toda esta ampliación de la iglesia fue dirigida por el maestro de obras del Arzobispado de Granada, Andrés López. Su coste total fue de 32 905 reales y un maravedí de vellón.
El obispo Fray Bernardino de Lorca, en la visita pastoral que realizó a Alquife el 5 de octubre de 1783, aprobó las cuentas y felicitó al pueblo por la obra realizada. Se puso lápida para conservar memoria de la construcción, pero hoy día no existe. Lo que sí existe es el acta completa del desarrollo y detalles de la obra.
En 1896 se produjo un incendio en la iglesia de Alquife que ocasionó daños, y para sufragar los gastos Don Hubert Meersmans donó todo el importe de una fiesta que en su honor se iba a celebrar en Granada.
Entre su patrimonio artístico no se conserva nada anterior a la guerra civil española (1936-1939). Las imágenes actualmente existentes y que en otro lugar se reseñarán detalladamente son:
- San Hermenegildo, patrón de Alquife, esculpido por Eduardo Espinosa Cuadros de Granada.
- Virgen del Rosario, al estilo del siglo XVIII, de vestir.
- Virgen de los Dolores, de estilo Salcillo, esculpida por José Sánchez Lozano de Alicante.
- Cristo de la Buena Muerte, que preside el altar mayor y es obra del escultor granadino Domingo Sánchez Mesa, discípulo de Eduardo Espinosa Cuadros.

También destaca el fresco de la Anunciación de la Virgen y el Ángel San Gabriel, sobre el frontis del altar mayor, obra de Antonio Balboa Guerrero, quien vivió durante muchos años en Alquife.

#### Monumento al Minero
Escultura de bronce que representa al minero alquifeño portando una vagoneta, está ubicada en la calle principal del pueblo.

### Fiestas

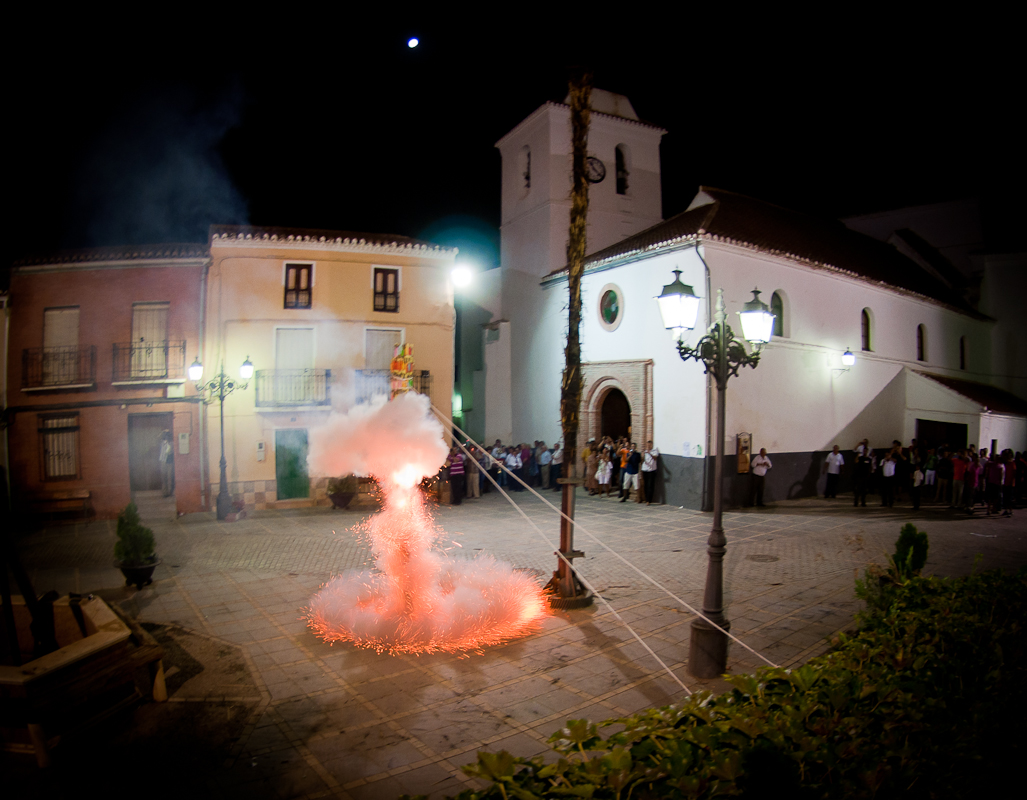
Quema del palo alquifeño infantil durante las fiestas

El municipio celebra sus fiestas populares y patronales entre los últimos días del mes de abril y primeros de mayo, en honor de San Hermenegildo, con su popular palo alquifeño, el patrón del pueblo. Las fiestas comienzan con el disparo de cohetes y el repique de campanas a las doce del mediodía. Por la tarde se realiza la ofrenda floral, al caer la noche se realiza el rosario procesional, en el cual San Hermenegildo va acompañado de Nuestra Señora del Rosario. La procesión del rosario da comienzo alrededor de las diez y media de la noche, usando pólvora. La procesión suele prolongarse hasta altas horas de la madrugada. El día grande de las fiestas comienza con la celebración de la misa en honor a San Hermenegildo presidida por numerosos párrocos de las parroquias cercanas. En torno a las siete de la tarde la imagen del santo sale en procesión llevado a hombros por los hombres y mujeres del pueblo, a lo largo de la procesión se le ofrecen cientos de cohetes que culminan con la quema del tradicional Palo Alquifeño a eso de la media noche. La Legión Española rinde honores al patrón de Alquife desfilando ante él en el desfile procesional.

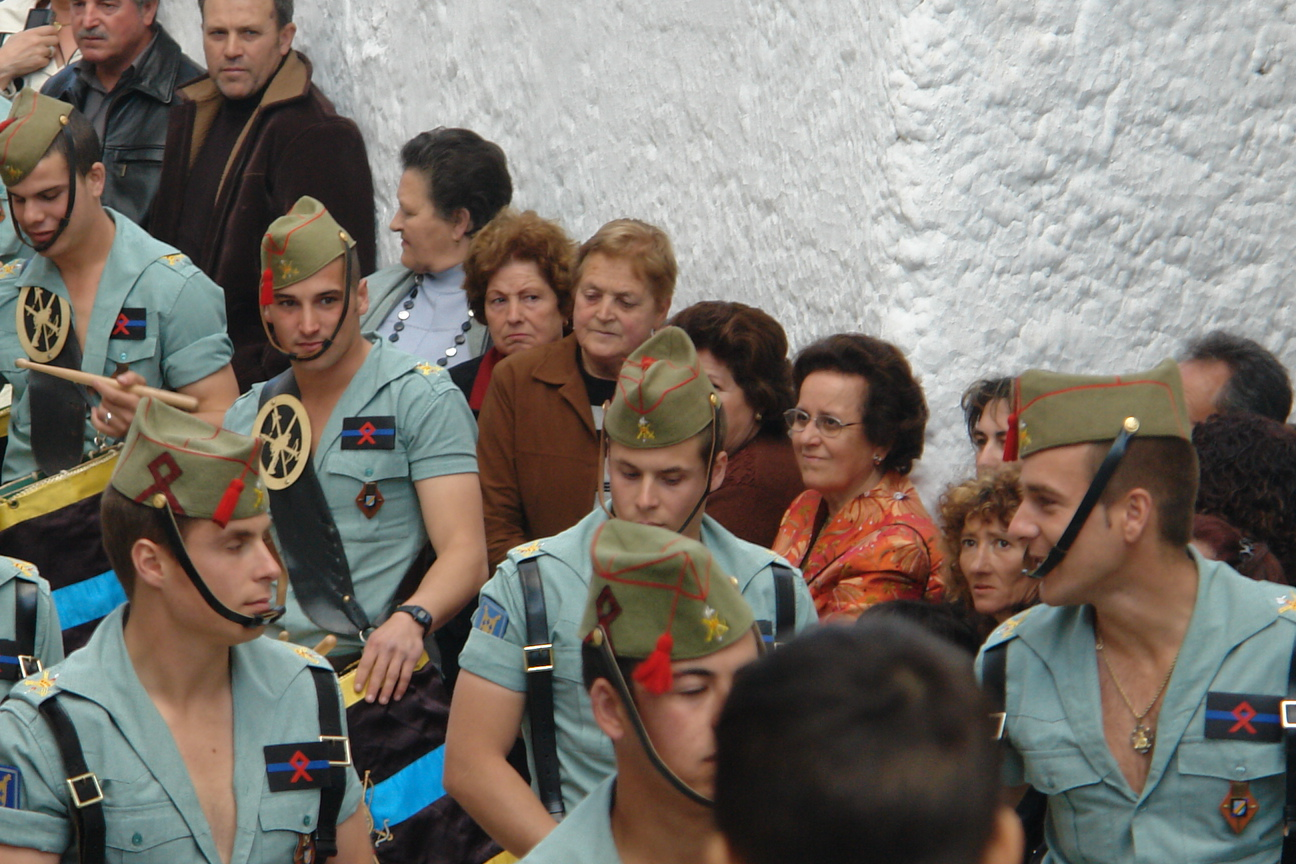
Legionarios en las fiestas de San Hermenegildo de Alquife

También se conmemora la festividad de Santa Bárbara, el 4 de diciembre, en lógica consonancia con la tradición minera de la zona.
El núcleo de San Antonio, por su parte, celebra sus propias fiestas el 13 de junio en honor de San Antonio de Padua. En Begoña, el 15 de agosto se celebran las fiestas en honor a Nuestra Señora de Begoña, donde las verbenas no faltan, junto a los actos religiosos en honor a la virgen, misa y procesión por la pedanía.
El Corpus Christi, queda como reflejo de lo que fue en el pasado una de las celebraciones del municipio, ya que se cuenta con una de las hermandades sacramentales más antiguas de la diócesis de Guadix-Baza.
Recientemente se ha recuperado la celebración de la fiesta del pan, San Marcos, que se celebra el fin de semana más próximo a la festividad del santo, el 25 de abril.